# Попова, Нина Аркадьевна
Нина Аркадьевна Попова (14 декабря 1900 — 11 января 1969) — советская писательница, один из старейших уральских писателей.

## Биография
Родилась в 1900 году в Кыштыме в семье священника церкви Кыштымского завода Аркадия Михайловича Черепанова, в год её рождения семья переехала в посёлок Полевской.
В 1912 году закончила женское отделение Полевской церковно-приходской школы, затем окончила Нижнетагильскую гимназию.
С 1919 года работала учительницей в деревне Ивановка Ирбитского района.
В 1923 году вышла замуж, став уже Ниной Поповой, уехала в Томск где работала воспитательницей детского дома.
С 1928 года работала в редакции тагильской газеты «Рабочий».
В июле 1933 года переехала в Свердловск, работала литконсультантом в журнале «Штурм». С первого дня организации Свердловской областной писательской организации входила в члены её редколлегии, редактировала альманах «Уральский современник», состояла членом редколлегии журнала «Урал».
В 1936 году была принята в члены Союза писателей СССР. В 1951 году возглавила Свердловское отделение Союза писателей СССР.
Делегат II и III съездов Союза писателей СССР и I съезда Союза писателей РСФСР. Трижды избиралась в члены обкома партии.
В последние годы жизни тяжело болела, но активно писала, за неделю до смерти увидела сигнальный экземпляр своего последнего романа «Верность».
Умерла 11 января 1969 года в Свердловске, похоронена на Широкореченском кладбище.
Награждена орденами Трудового Красного Знамени (28.10.1967) и «Знак Почёта» (07.03.1960).

## Творчество
Писательница хорошо знала Урал во всем своеобразии его быта, облика, традиций, горячо любили его людей. Радостной верой в человека проникнуто все её творчество.— литературовед И. А. Дергачев
В литературу пришла около 1930 года. Автор повестей «Далматов монастырь», «Мир на стану», «Зрелость», сборников «Уральские рассказы» и «Екатеринбург-Свердловск» и др.
Главный труд Н. А. Поповой — историческая трилогия «Заре навстречу» (романы «Заре навстречу», «Дело чести» и «Верность»).